# Tejeda de Tiétar (kommunhuvudort)
Tejeda de Tiétar är en kommunhuvudort i Spanien.   Den ligger i provinsen Provincia de Cáceres och regionen Extremadura, i den centrala delen av landet, 190 km väster om huvudstaden Madrid. Tejeda de Tiétar ligger 439 meter över havet och antalet invånare är 979.
Terrängen runt Tejeda de Tiétar är kuperad norrut, men söderut är den platt. Terrängen runt Tejeda de Tiétar sluttar söderut. Runt Tejeda de Tiétar är det mycket glesbefolkat, med 3 invånare per kvadratkilometer. Närmaste större samhälle är Plasencia, 18,7 km väster om Tejeda de Tiétar. Omgivningarna runt Tejeda de Tiétar är huvudsakligen savann.